# ТЕС Мариця-Схід-2
ТЕС Мариця-Схід-2 — теплова електростанція на південному сході Болгарії. Зведена у складі  комплексу Мариця-Схід разом з ТЕС Мариця-Схід-1 (наразі замінена ТЕС Гилибово) та ТЕС Мариця-Схід-3.
В 1966 – 1968 роках на майданчику станції стали до ладу чотири однотипні блоки потужністю по 150 МВт. У кожному з них встановили по два котла Подольського котельного заводу типу ПК-38-4 та парову турбіну Харківського турбінного заводу.
В 1985-му ввели в експлуатацію два блоки потужністю по 210 МВт, кожен з яких мав котел Подольського котельного заводу типу ЕП-670/140, турбіну Ленінградського металічного заводу K-225-12,8 та генератор Електросила ТВВ-220-2Е. В 1990 та 1995 роках стали до ладу ще два блоки з таким саме основним обладнанням, проте дещо більшої потужності у 215 МВт.
В 2003-му у блоці №2 змонтували нову турбіну Ленінградського металічного заводу K-165-130 потужністю 165 МВт. А в середині 2000-х узялись за масштабну модернізацію всієї першої черги, під час якої блоки 1, 3 та 4 отримали турбіни Toshiba TCDF-36 потужністю по 177 МВт. Також Toshiba постачила генератори для всіх чотирьох перших блоків, при цьому в блоці №2 разом з турбіною ЛМЗ працює генератор типу TAKS-2P-194200, тоді як інші отримали тип TAKS-2P-208700.
В першій половині 2010-х провели масштабні роботи на другій черзі, проте на цей раз Toshiba здійснювала не заміну, а глибоку модернізацію турбін до рівня TCDF 225 із потужністю по 232 МВт. На блоках 6 та 8 встановили нові генератори Toshiba TAKS, тоді як генератори блоків 5 та 7 пройшли глибоку модернізацію.
Унаслідок модернізацій паливна ефективність блоків 1, 3 та 4 зросла з 27,3% до 36%, тоді для блока №2 цей показник підвищився до 32%. У блоків другої черги відбулось зростання паливної ефективності з 33,5% до 35,5%.
ТЕС спорудили з розрахунку на використання лігніту із розташованого поряд вугільного кар’єру.
Воду для охолодження отримують із водосховища Овчариця (на річці Овчариця, лівій притоці Сазлійки), на березі якого розташований майданчик станції.
Для видалення продуктів згоряння першої черги звели два димаря по 180 метрів, тоді як у комплексі з другою чергою спорудили два димаря заввишки по 325 метрів. Наразі в межах екологічної модернізації ТЕС отримала п’ять установок очищення продуктів згоряння від сірки, кожна з яких має димар висотою по 135 метрів (два зібрані в один пакет димаря обслуговують вісім котлів першої черги, ще один збільшеного діаметру працює на блоки №5 та №6, тоді як кожен з блоків №7 та №8 має власну установку очищення).
Видача продукції відбувається по ЛЕП, розрахованих на роботу під напругою 400 кВ, 220 кВ та 110 кВ.